# ترو پنجه طلا
ترو پنجه طلا (ژاپنی: ゴッドハンド輝 هپبورن: Goddo Hando Teru) یک مجموعه مانگای ژاپنی اثر کازوکی یاماموتو است. این کتاب از سال ۲۰۰۱ تا ۲۰۱۱ در مجله شونن مانگای هفته‌نامه شونن کودانشا منتشر شد و فصل‌های آن در ۶۲ جلد تانکوبون جمع‌آوری شد. در سال ۲۰۰۹ یک درام تلویزیونی اقتباسی در شش قسمت از شبکه تی‌بی‌اس پخش شد.

## داستان
هنگامی که ماهیگاشی ترو جوانتر بود، در یک سانحه رانندگی، پدرش که جراح ماهری بود، او را نجات داد اما خودش از دنیا رفت. حالا هم ترو قصد دارد مانند پدرش جراح بزرگی شود خودش را وقف سلامت بیماران کند و هرگز اجازه ندهد بیماری جانش را از دست بدهد.

## بازخورد
این مانگا تا ژوئن ۲۰۲۰، بیش از ۹ میلیون نسخه در تیراژ داشت.